# Pionerflaket
Das Pionerflaket (norwegisch) ist ein vereistes Plateau im ostantarktischen Königin-Maud-Land. In der Heimefrontfjella liegt es im nördlichen Ausläufer der Sivorgfjella.
Wissenschaftler des Norwegischen Polarinstituts benannten es 1967 nach den Pionieren im Widerstand gegen die deutsche Besatzung Norwegens im Zweiten Weltkrieg.